# Non c'è sabato santo al mondo che il cerchio della luna non sia tondo

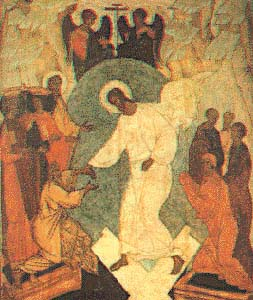
Pasqua e la Resurrezione

Non c'è sabato santo al mondo che il cerchio della luna non sia tondo, è un proverbio popolare che associa un evento religioso, come la festività della Pasqua a un evento della natura, come quello delle oscillazioni della luna e delle sue fasi.

## Sabato santo e le fasi lunari

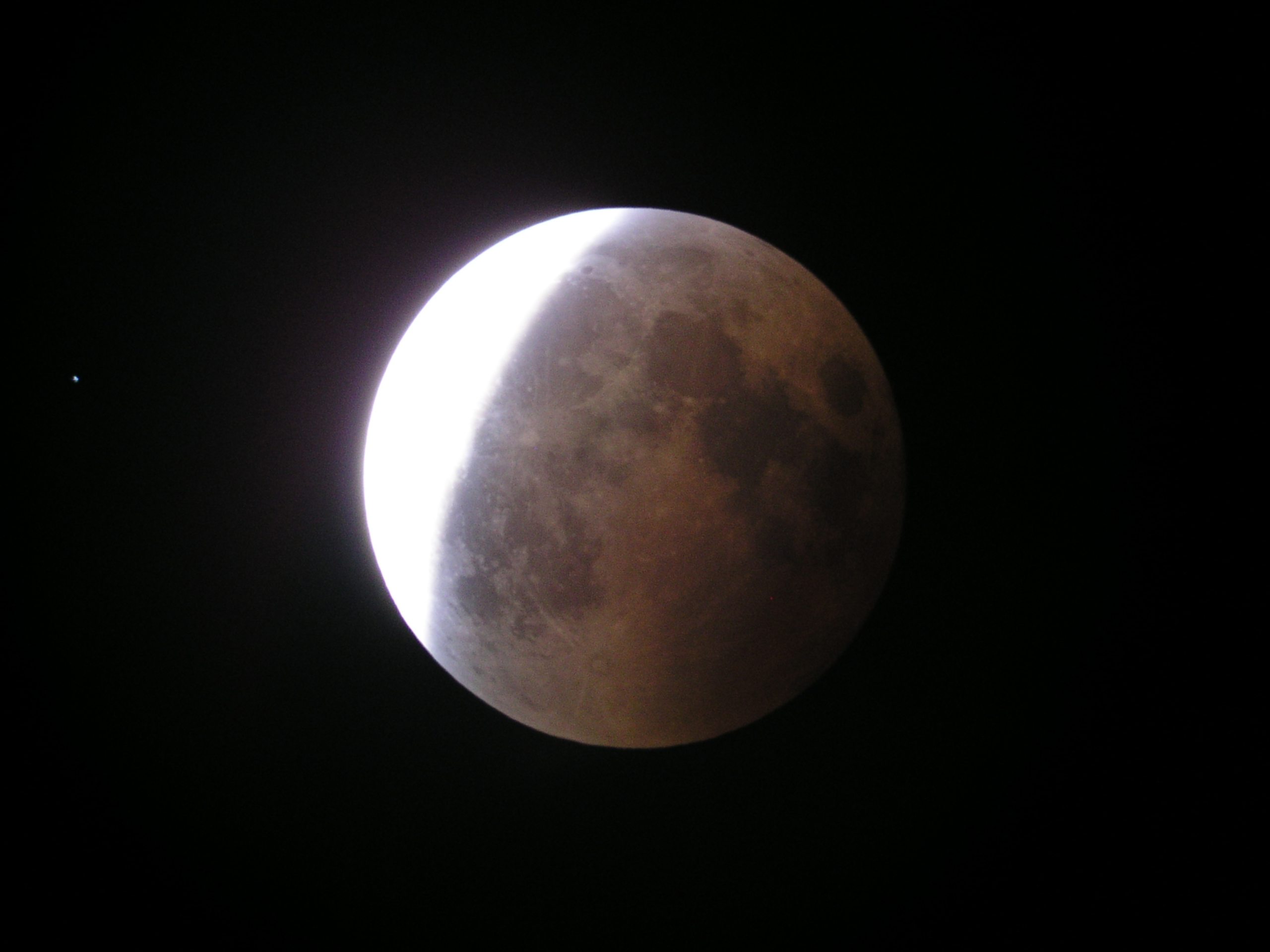
Eclissi di luna

In un periodo compreso tra il 22 marzo e il 25 aprile, viene festeggiata la Pasqua cristiana, quindi esattamente dopo il plenilunio di primavera.

Il concilio di Nicea, tenuto nell'anno 325 d.C., decise di celebrarla o il 21 marzo oppure nella prima domenica seguente l'equinozio di primavera.
I contadini che credono all'influenza delle oscillazioni e delle fasi lunari, sulla semina, sulla fermentazione, sulla germinazione e su altri eventi che li riguardano da vicino, seguono con attenzione le relazioni tra il microcosmo ed il macrocosmo.
La variabilità della data pasquale va addebitata alla differente lunghezza dell'anno solare rispetto all'anno lunare; ad esempio se il plenilunio cade di sabato 21 marzo la Pasqua sarà celebrata il 22 marzo, mentre se cade il 18 aprile la Pasqua sarà celebrata il 25 aprile.

## Sabato santo in Sicilia
(dialettale siciliano)
("Non viene sabato santo, se la luna non è in quintadecima"). In Sicilia, ci rammentano che la luna in quintadecima è il plenilunio, che cade esattamente quindici giorni dopo il novilunio.

## Pasqua e la luna
Pasqua è la festività di primavera per eccellenza ed è vincolata all'anno lunare, che "governa" il tempo, la vegetazione, le acque. Nel proverbio, i termini alta e bassa significano presto o tardi, da un punto di vista della data del calendario.